# Timucua
I Timucua erano un popolo amerindo che viveva nel sud-est dell'attuale Géorgia  e nella zona centro-settentrionale della Florida orientale.

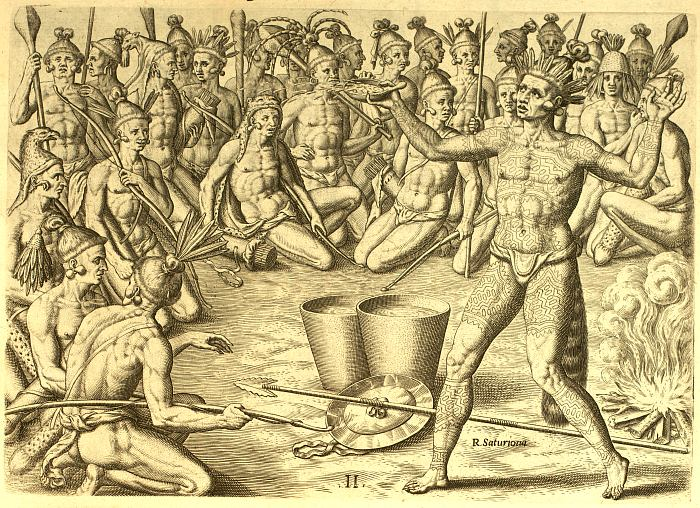
Una delle stampe, tratte da disegni di Jacques le Moyne, che raffigura il capo Saturiwa che prepara i suoi uomini per la battaglia.

## Nome
"Timucua" deriverebbe dalla parola "Thimogona" o "Tymangoua", un esonimo usato dalla tribù Saturiwa, stanziati nei pressi dell'attuale città di Jacksonville, per i loro nemici, gli Utina, che vivevano nei lungo il St. Johns River. Entrambi i gruppi parlavano dialetti della lingua timucua. Gli Spagnoli, quando vennero in contatto coi nativi, applicarono genericamente il termine "Timucua" per tutti i gruppi della Florida settentrionale.  Col passare degli anni, "Timucua" venne usato per designare tutti i gruppi che parlavano dialetti Timucua.

## Presentazione
I Timucua formavano una Nazione composta da gruppi parlanti differenti dialetti della famiglia linguistica Timucua. Tra le tribù che  componevano questa nazione, i Saturiwa, i Tacatacuru, i Potano e gli Utinas formavano il sottogruppo linguistico Mocama all'interno della famiglia Timucua.
All'epoca dei primi contatti con gli europei, il territorio occupato dai locutori di dialetti timucua si estendeva da l'Altamaha e dall'île de Cumberland, oggi in Georgia, fino all'attuale città di Orlando in Florida e dalle coste dell'Oceano Atlantico fino al fiume Aucilla, senza tuttavia raggiungere il Golfo del Messico.

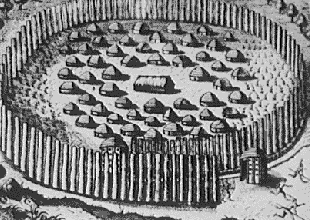
Villaggio fortificato timucua.

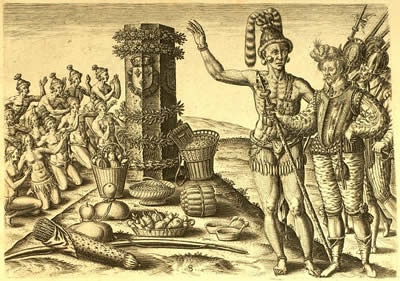
Una delle stampe, tratte da disegni di Jacques le Moyne, che raffigura Athore, figlio del capo Timucua Saturiwa, che mostra a René Laudonnière un monumento eretto da Jean Ribault

## Gruppi
I Timucua erano divisi in un certo numero di tribù o, più correttamente, chiefdom (si ritiene che prima dell'arrivo degli europei fossero 35), dove si parlava uno dei nove o dieci dialetti della lingua Timucua. I gruppi vengono suddivisi in due aree geografiche: 
- Orientali, stanziati lungo la costa atlantica e sulle Sea Islands della Florida settentrionale e della Georgia sudorientale; lungo il St. Johns River ed i suoi affluenti; e lungo i fiumi, paludi e foreste della Georgia sudorientale, arrivando probabilmente fino alle paludi di Okefenokee. Di solito vivevano in villaggi vicino a corsi d'acqua, ed erano dediti soprattutto allo sfruttamento delle risorse di marine e delle zone umide.[2]
- Occidentali, vivevano all'interno della Florida settentrionale, fino al fiume Aucilla ad ovest ed alla Georgia a nord. Generalmente abitavano villaggi all'interno delle foreste, per questo fatto erano dediti allo sfruttamento delle risorse forestali.[2]

Tutte le tribù Timucua vennero incorporate nel sistema di missioni spagnole a partire dalla fine del XVI secolo.

## Note

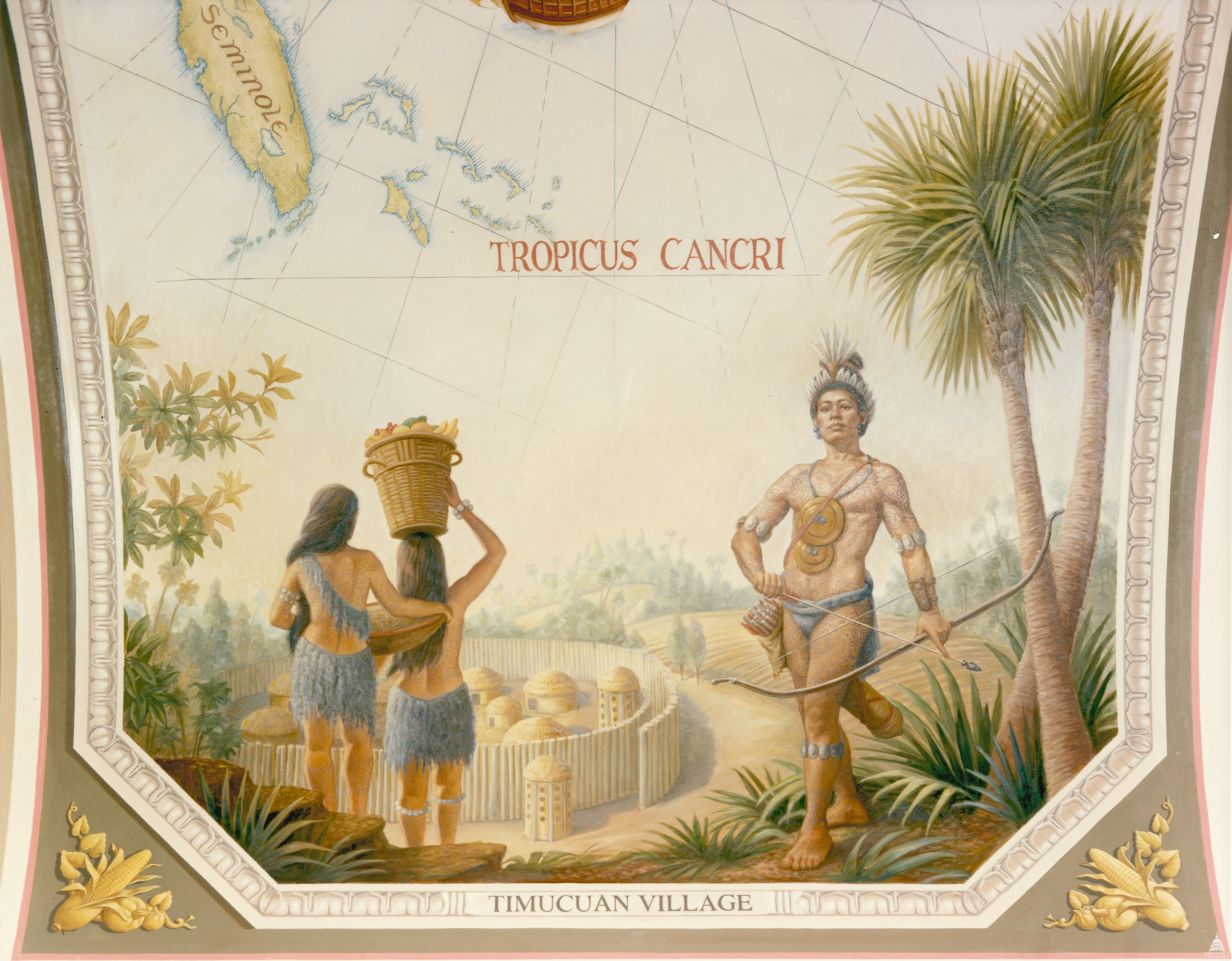
Villaggio Timucua con abitanti. affresco del Campidoglio (Washington)